# Eupelops foveolatus
Eupelops foveolatus är en kvalsterart som beskrevs av Engelbrecht 1975. Eupelops foveolatus ingår i släktet Eupelops och familjen Phenopelopidae. Inga underarter finns listade i Catalogue of Life.